# Ferry Bératon

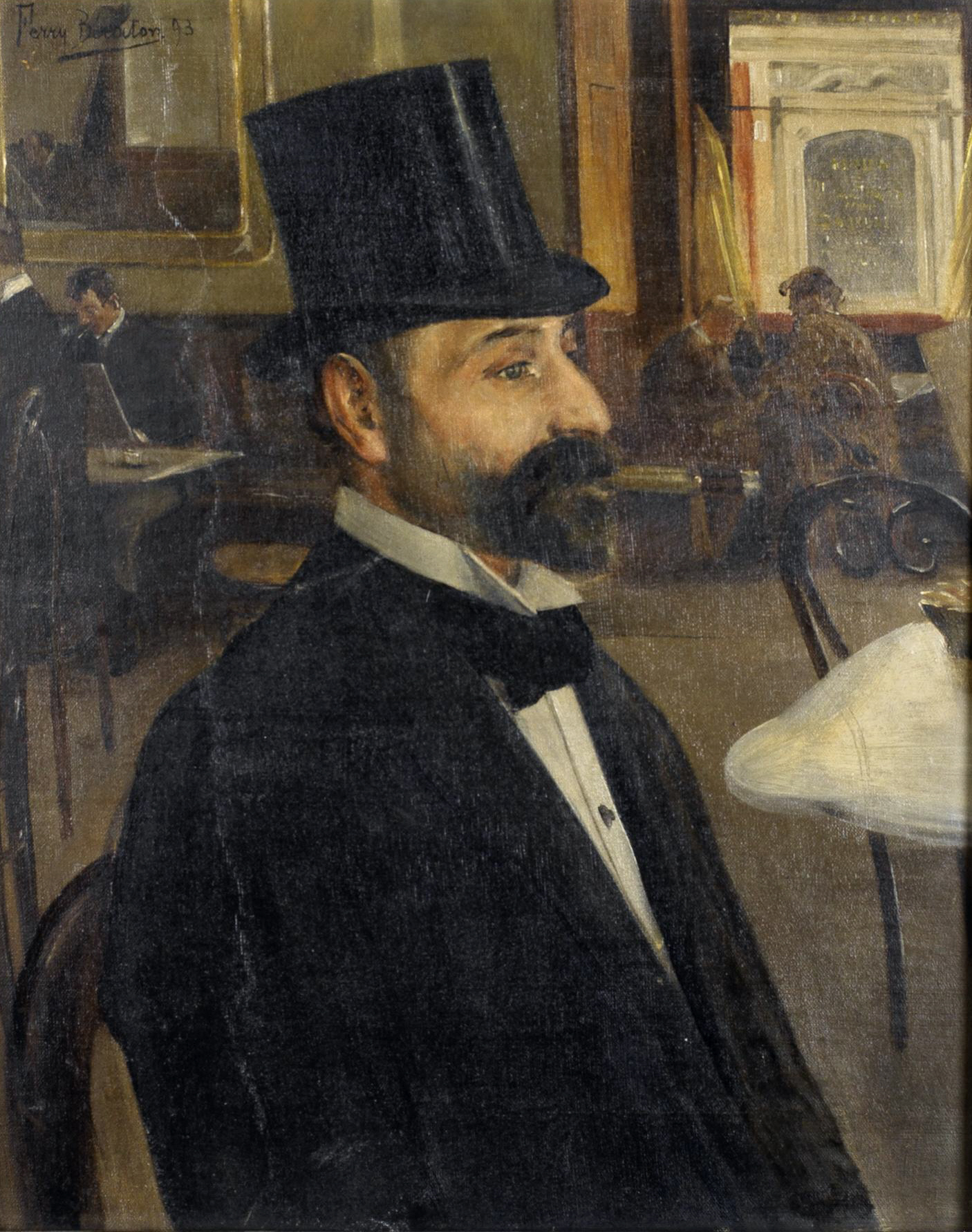
Henri de Toulouse-Lautrec

Ferry Bératon, eigentlich Ferdinand Peratoner (* 6. Dezember 1859 in Wien; † 11. Februar 1900 in Venedig) war ein in Paris und Wien tätiger österreichischer Maler, Bildhauer und Schriftsteller.
Ferry Bératon studierte Malerei seit 1876 an der Akademie der bildenden Künste Wien und setzte sein Studium privat in Wien bei Hans Canon und in Venedig bei Ludwig Passini fort.
Danach studierte er sieben Jahre lang in Paris bei Émile Auguste Carolus-Duran und bei Léon Bonnat.
Ab 1885 war er in Wien ansässig. Er malte vor allem Porträts und Genrebilder, war auch als Bildhauer und Schriftsteller tätig. Er lieferte auch Zeichnungen an „Die Gartenlaube“.